# 于吕涅
于吕涅（法語：Urrugne，法語發音：[yʁyɲ]）是法国大西洋比利牛斯省的一个市镇，位于该省西南部，属于巴约讷区和巴斯克地区城市公共社区。

## 地理
于吕涅（43°21'44"N, 1°42'0"W）面积50.57 平方千米，位于法国新阿基坦大区大西洋比利牛斯省，该省份为法国东南部省份，涵盖了贝阿恩与北巴斯克，西临大西洋比斯開灣，北至朗德省，东北接热尔省，东临上比利牛斯省，南与西班牙接壤。
与于吕涅接壤的市镇（或旧市镇、城区）包括：阿斯坎、比里亚图、锡布尔、昂代、萨尔、比达索阿河畔贝拉、伊倫。
于吕涅的时区为UTC+01:00、UTC+02:00（夏令时）。

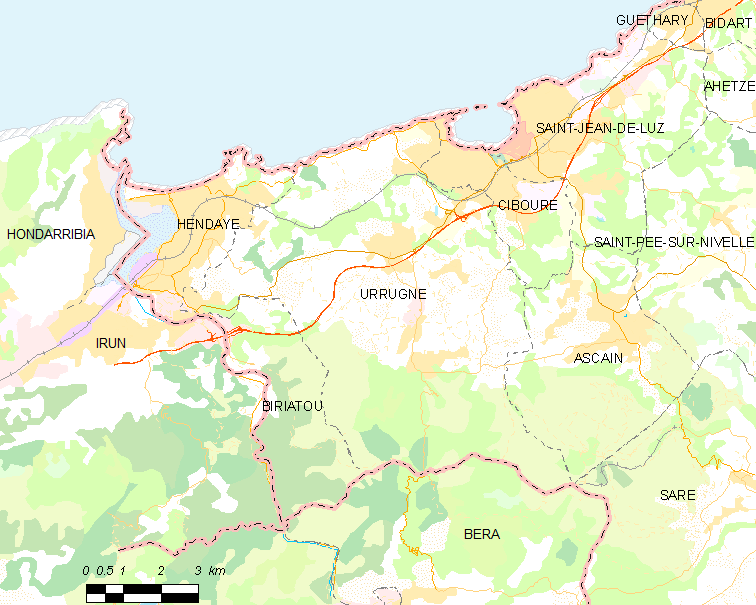
于吕涅的OSM定位图

## 行政
于吕涅的邮政编码为64122、64700，INSEE市镇编码为64545。

## 政治
于吕涅所属的省级选区为昂代-南巴斯克海岸县。

## 人口

1962-2008年间于吕涅人口变化图示

于吕涅于2022年1月1日时的人口数量为10594人。